# 謝亞球場
謝亞球場（英語：Shea Stadium），全稱「威廉·謝亞市立球場」（William A. Shea Municipal Stadium），為MLB紐約大都會隊於1964年至2008年的主球館，位於紐約市皇后區。2009年，大都會隊將球場遷移至旁邊新建的花旗球場，謝亞球場也隨之走入歷史，2009年完成拆除，拆除後做為停車場之用。
球場的名字來自一位律師威廉·謝亞（William Shea），他在1962年時爭取大都會隊落腳紐約。